# Josh Murphy
Joshua Murphy (Wembley, Londres, Inglaterra, Reino Unido, 24 de febrero de 1995) es un futbolista inglés. Juega de delantero y su equipo es el Portsmouth F. C. de la EFL Championship de Inglaterra. Él es gemelo del también futbolista profesional Jacob Murphy.

## Trayectoria

### Norwich City
Murphy y su hermano gemelo Jacob se unieron a las inferiores del Norwich City a la edad de 12 años en 2006. Firmó su primer contrato profesional con el club el 4 de enero de 2013. Debutó con el Norwich el 24 de septiembre de 2013, cuando entró en el minuto 67 por Bradley Johnson en el encuentro de la Football League Cup contra el Watford, en ese momento el Norwich perdía por 2-0, en el minuto 77 anotó su primer gol con el club, el Norwich ganaría ese encuentro en el tiempo extra por 3-2. 

#### Préstamo al Wigan Athletic
En la temporada 2014-15 Murphy se unió al Wigan Athletic de la Championship como préstamo por un mes. Debutó el 17 de marzo de 2015 en la derrota por 2-0 contra el Watford. Registró cinco partidos jugados para el Wigan, donde se quedó hasta el final de la temporada.

#### Préstamo al Milton Keynes Dons

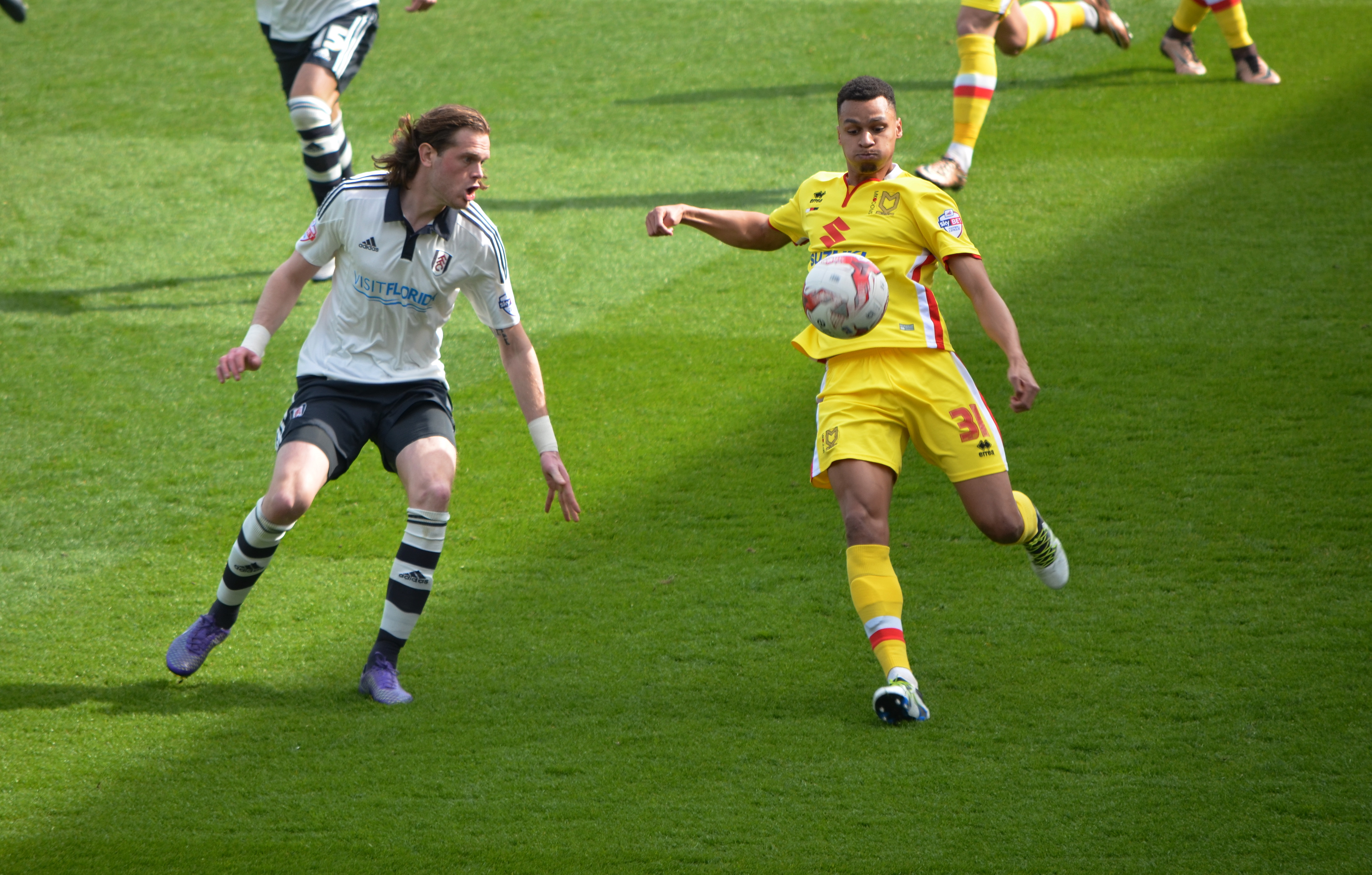
Murphy (a la derecha) jugando para el Milton Keynes Dons en 2016.

El 21 de agosto de 2015, para la temporada 2015-16, se unió al Milton Keynes Dons de la Championship como préstamo por toda la temporada. Anotó su primer gol con el club en su debut en la victoria por 2-1 contra el Cardiff City en la segunda ronda de la Copa de la Liga. 
El 3 de mayo de 2016, Murphy fue nombrado jugador del año del Milton Keynes Dons en la temporada 2015-16. En total, jugó 46 encuentros para el club, anotó 7 goles en todas las competiciones. 

### Cardiff City
Murphy fichó por el Cardiff City de la Premier League el 12 de junio de 2018 por cuatro años, en un fichaje estimado de £11 millones. Debutó en el primer encuentro de la temporada 2018-19 como sustituto de Nathaniel Mendez-Laing en la derrota por 2-0 contra el AFC Bournemouth. Anotó su primer gol para el Cardiff en el encuentro contra el Burnley, anotaría nuevamente en la victoria por 4-2 al Fulham.

## Selección nacional
Josh y su hermano Jacob fueron llamados a la selección sub-18 de Inglaterra en octubre de 2012, y debutaron en la victoria por 1-0 contra Finlandia sub-19 el 13 de noviembre de 2012. 
En 2013 ambos fueron citados para la selección sub-19 de Inglaterra y debutaron en la victoria por 3-1 contra Dinamarca sub-19. 
Para el 2014, Jacob fue parte de la selección sub-20 de Inglaterra y anotó en su debut el 5 de septiembre de 2014 en la victoria por 6-0 contra Rumania sub-20. 

## Estadísticas

### Clubes
Actualizado al último partido disputado el 19 de enero de 2019.
| Club                                     | Div.          | Temporada     | Liga  | Liga  | FA Cup | FA Cup | League Cup | League Cup | Otras | Otras | Total | Total |
| Club                                     | Div.          | Temporada     | Part. | Goles | Part.  | Goles  | Part.      | Goles      | Part. | Goles | Part. | Goles |
| Norwich City Inglaterra                  | 1.ª           | 2012-13       | 0     | 0     | 0      | 0      | 0          | 0          | -     | -     | 0     | 0     |
| Norwich City Inglaterra                  | 1.ª           | 2013-14       | 9     | 0     | 2      | 0      | 2          | 1          | -     | -     | 13    | 1     |
| Norwich City Inglaterra                  | 2.ª           | 2014-15       | 13    | 1     | 1      | 0      | 2          | 2          | 0     | 0     | 16    | 3     |
| Norwich City Inglaterra                  | 2.ª           | 2016-17       | 27    | 4     | 2      | 0      | 3          | 1          | -     | -     | 32    | 5     |
| Norwich City Inglaterra                  | 2.ª           | 2017-18       | 36    | 6     | 0      | 0      | 3          | 3          | -     | -     | 39    | 9     |
| Norwich City Inglaterra                  | Total club    | Total club    | 85    | 11    | 5      | 0      | 10         | 7          | 0     | 0     | 100   | 18    |
| Wigan Athletic (préstamo) Inglaterra     | 2.ª           | 2014-15       | 5     | 0     | -      | -      | -          | -          | -     | -     | 5     | 0     |
| Wigan Athletic (préstamo) Inglaterra     | Total club    | Total club    | 5     | 0     | -      | -      | -          | -          | -     | -     | 5     | 0     |
| Milton Keynes Dons (préstamo) Inglaterra | 2.ª           | 2015-16       | 42    | 5     | 3      | 1      | 1          | 1          | -     | -     | 46    | 7     |
| Milton Keynes Dons (préstamo) Inglaterra | Total club    | Total club    | 42    | 5     | 3      | 1      | 1          | 1          | -     | -     | 46    | 7     |
| Norwich City Sub-23 Inglaterra           | R             | 2016-17       | -     | -     | -      | -      | -          | -          | 3(1)  | 5     | 3     | 5     |
| Norwich City Sub-23 Inglaterra           | Total club    | Total club    | -     | -     | -      | -      | -          | -          | 3     | 5     | 3     | 5     |
| Cardiff City Gales                       | 1.ª           | 2018-19       | 19    | 3     | 1      | 0      | 0          | 0          | -     | -     | 20    | 3     |
| Cardiff City Gales                       | Total club    | Total club    | 10    | 3     | 0      | 0      | 0          | 0          | -     | -     | 20    | 3     |
| Total carrera                            | Total carrera | Total carrera | 151   | 18    | 9      | 1      | 11         | 8          | 3     | 5     | 174   | 33    |
| (1) Incluye EFL Trophy.                  |               |               |       |       |        |        |            |            |       |       |       |       |

### Selección nacional
| Selección         | Temporada     | Encuentros | Encuentros |
| Selección         | Temporada     | Part.      | Goles      |
| ----------------- | ------------- | ---------- | ---------- |
| Sub-18 Inglaterra | 2012          | 1          | 0          |
| Sub-18 Inglaterra | Total         | 1          | 0          |
| Sub-19 Inglaterra | 2012-2014     | 11         | 0          |
| Sub-19 Inglaterra | Total         | 11         | 0          |
| Sub-20 Inglaterra | 2014          | 3          | 1          |
| Sub-20 Inglaterra | Total         | 3          | 1          |
| Total carrera     | Total carrera | 15         | 1          |

## Palmarés

### Distinciones individuales
| Distinción                            | Año     |
| ------------------------------------- | ------- |
| Jugador del año de Milton Keynes Dons | 2015-16 |